# Parlour Games
Parlour Games est un jeu vidéo développé par Compile et sorti en 1990 sur Master System. 
Il regroupe trois jeux différents : 
- Billard
- Fléchettes

- Bingo

Ce jeu est également disponible sur le système d'arcade Mega-Tech de Sega.
Le nom vient de l'expression anglaise parlour game qui désigne des « jeux de société d'intérieur ».